# Собор Святого Иакова (Инсбрук)

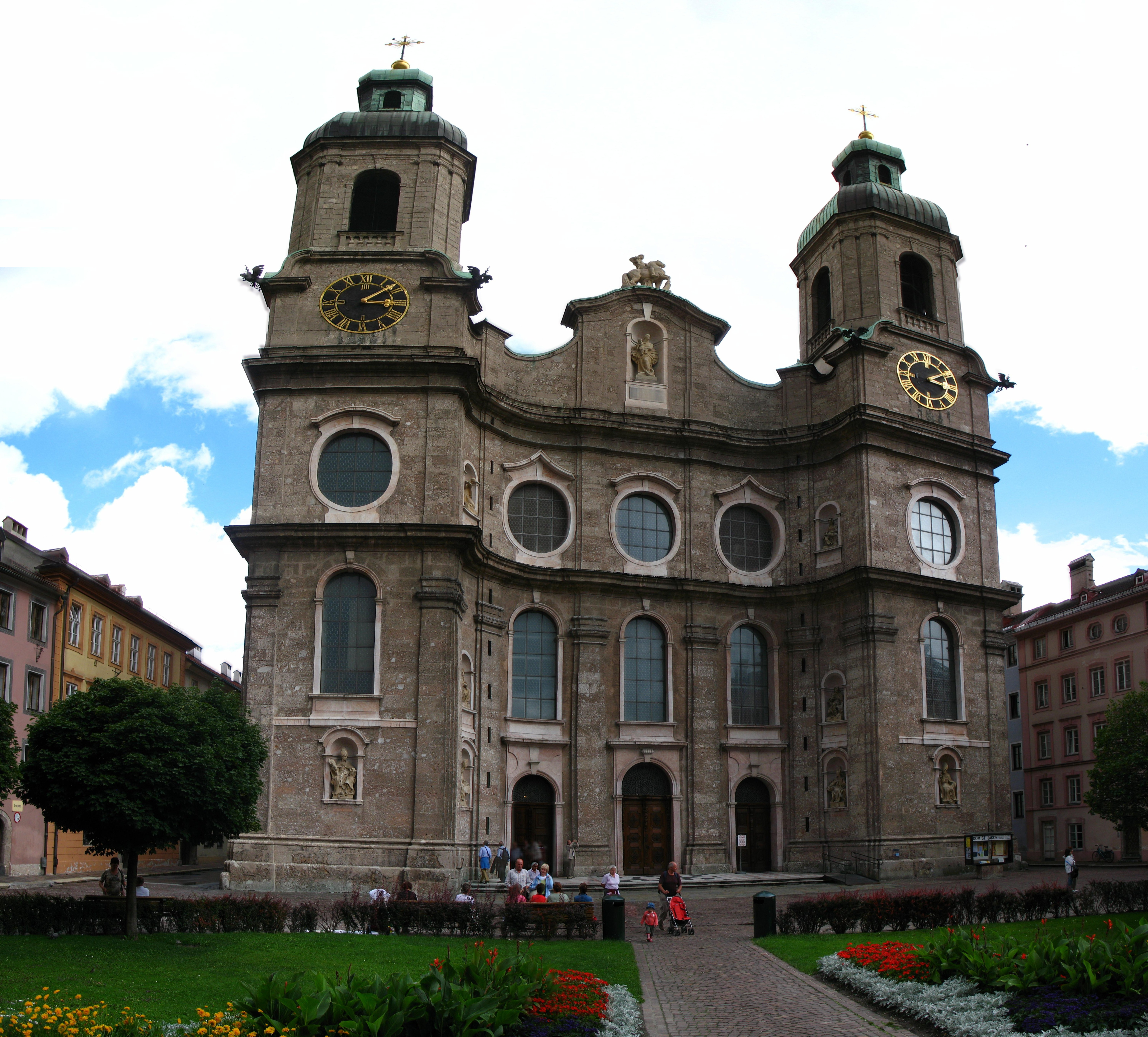
Инсбрукский собор

Собор Святого Иакова (нем. Dom zu St. Jakob) — главный католический храм Инсбрука, построенный в 1717—1724 годах в стиле барокко. Кафедральный собор епархии Инсбрука.

Первоначальная церковь Святого Иакова была построена в 1180—91 годах в позднем романском стиле. Название церкви указывает на включённость Инсбрука в систему средневекового паломничества «путь Святого Иакова». В 1494 году Альбрехт Дюрер изобразил эту церковь на одной из своих акварелей. 

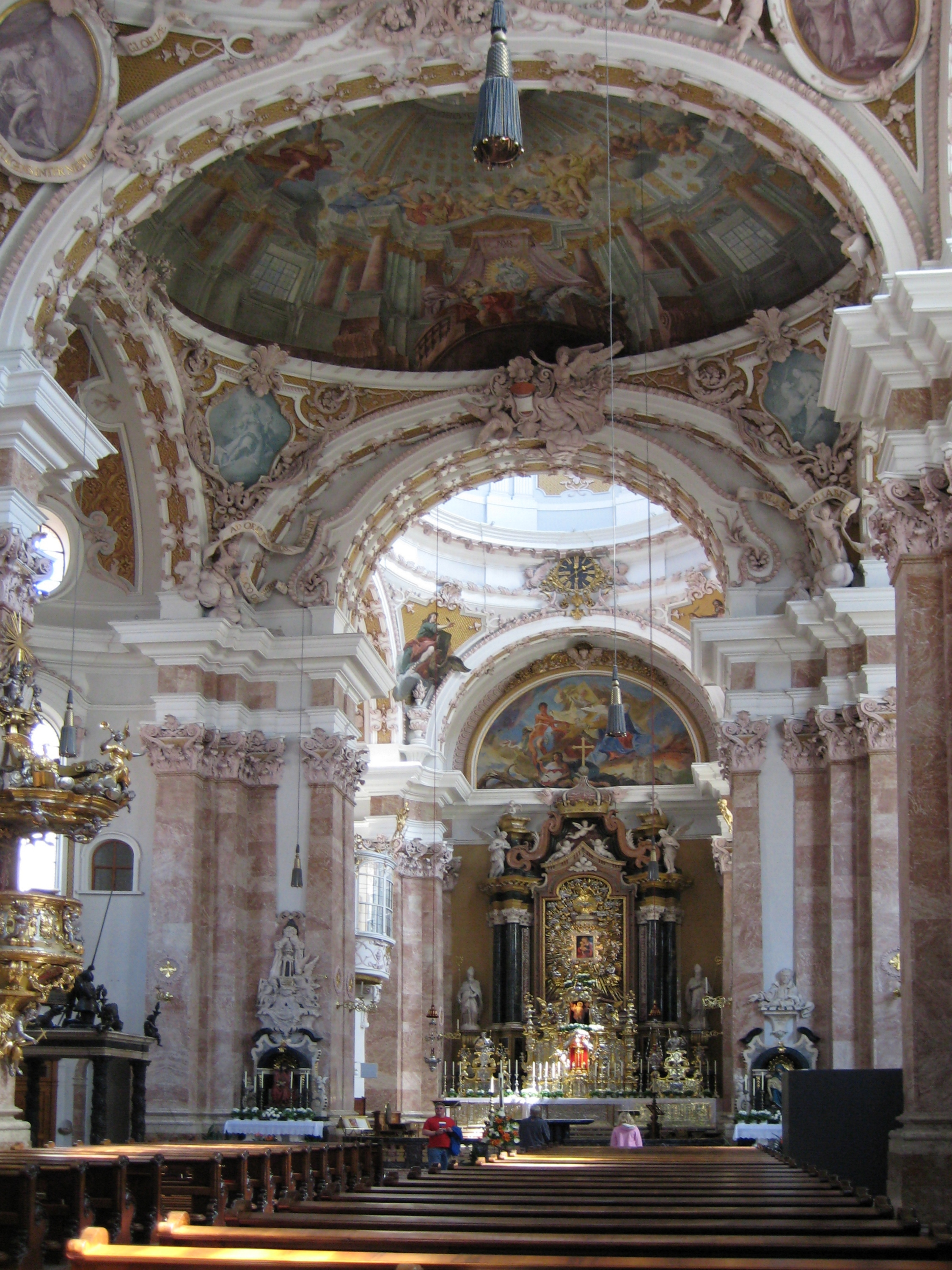
Интерьер собора

Первоначально церковь Святого Иакова была приходской церковью. В 1689 году средневековое здание было разрушено землетрясением. Между 1717 и 1724 годами архитекторы Иоганн Якоб Херкомер и Иоганн Георг Фишер выстроили на его месте новое сооружение, прославленное пышным барочным интерьером, к созданию которого приложили руку баварцы братья Азамы.
В 1944 году церковь была повреждена бомбардировкой. В 1968 году Святым Престолом была учреждена епархия Инсбрука, и церковь святого Иакова стала кафедральным собором епархии. В 2000 году в южной башне была построена часовня.
В Инсбрукском соборе хранится главная святыня Тироля — образ Марии-Помощницы (Мариахильф) работы Кранаха Старшего. С точки зрения истории искусства представляют интерес надгробные памятники Максимилиана III и Ойгена Австрийского.